# فرودگاه شهری کریزوزو
فرودگاه شهری کریزوزو (به انگلیسی: Carrizozo Municipal Airport) یک فرودگاه همگانی با کد یاتا F37 است که یک باند فرود آسفالت دارد و طول باند آن ۱۴۹۴ متر است. این فرودگاه در کشور ایالات متحده آمریکا قرار دارد و در ارتفاع ۱۶۳۷ متری از سطح دریا واقع شده‌است.